# 卢浚
卢浚，天台人，明朝政治人物。进士出身。

## 生平
卢浚曾于正德二年(1507年)接替夏英任邵武府知府一职，正德三年(1508年)由王璟接任。